# This Man Dawson
This Man Dawson est une série télévisée policière américaine en 33 épisodes de 30 minutes en noir et blanc diffusée entre le 15 octobre 1959 et 1960 en syndication.

## Synopsis
Frank Dawson est un colonel retraité des Marines qui prend la tête d’une brigade criminelle.

## Distribution
- Keith Andes : Col. Frank Dawson
- William Conrad (narrateur)